# ماجراهای شرلوک هلمز (مجموعه بازی)
سری بازی‌های ماجرایی شرلوک هولمز یکی از سری بازی‌های ماجرایی است که بیشتر بازی‌ها در استودیو فراگورز ساخته شده. اولین بازی در سال ۲۰۰۲ ساخته شد.

## نقشه
اولین بازی از بازی‌های شرلوک هولمز که برای رایانه ساخته شده بود «شرلوک هولمز: راز مومیایی» بود که در سپتامبر ۲۰۰۲ منتشر شد. دید این بازی اول شخص بود و در این بازی شرلوک هولمز به معمای موزه باستان‌شناس بریتانیایی رسیدگی می‌کند.
دومین بازی «شرلوک هولمز: راز گوشواره نقره‌ای» بود که در اکتبر ۲۰۰۴ منتشر شد. دید این بازی سوم شخص است. در این بازی شما باید قاتل سر برامبزبی را پیدا کنید.
سومین بازی «شرلوک هولمز: بیدار» است که در ۲۴ نوامبر ۲۰۰۶ منتشر شد. دید این بازی اول شخص است. در این بازی چهره شرلوک هولمز و دکتر واتسن به خوبی طراحی شده. نسخه اصلاح شده بازی در سال ۲۰۰۸ منتشر شد که در این نسخه دید سوم شخص و اصلاحات دیگری اضافه شده.
چهارمین بازی «شرلوک هولمز در برابر آرسن لوپن» است که در سال ۲۰۰۷ منتشر شد. در این بازی شرلوک هولمز در برابر جنتلمن و دزد معروف فرانسوی آرسن لوپن است. هولمز باید از دزدی‌های آرسن لوپن جلوگیری کند.
در سال ۲۰۰۸ خبر ساختن پنجمین بازی داده شد. عنوان بازی «شرلوک هولمز در برابر جک قاتل» بود که ساخت بازی در مارس ۲۰۰۹ به پایان رسید.
چهره هولمز و واتسن در این بازی‌ها شبیه چهره جرمی برت و دیوید برک است.